# Jacek Bzowski
Jacek Hiacynt Janota Bzowski herbu Nowina (ur. 15 sierpnia 1750 w Gruszowie, zm. 19 listopada 1808 w Będkowicach)  – skarbnik krakowski w 1785 roku, burgrabia krakowski w latach 1775-1785.
Był komisarzem Sejmu Czteroletniego z powiatu proszowickiego województwa krakowskiego do szacowania intrat dóbr ziemskich w 1789 roku. W 1790 roku był komisarzem Komisji Porządkowej Cywilno-Wojskowej krakowskiej.
Syn Józefa Felicjana Janoty Bzowskiego i Teofili Jordan. Burgrabia krakowski 1785, skarbnik krakowski, odznaczony orderem św. Stanisława. W 1787 roku Hiacynt ożenił się z Salomeą Rogala Zawadzką, córką Andrzeja, podstolego czernichowskiego, konfederata i konsyliarza radomskiego, barskiego, posła na sejm w 1767 roku. (zm. 19 listopada 1808) 
Dziedzic Będkowic, Polikarcic, Gruszowa, Nagórzan i Łękawy w powiecie proszowskim. Pochowany w wierze kalwińskiej razem z synem Kazimierzem  -  Kurhan Janotów Bzowskich w Będkowicach k/Krakowa.